# غوالف ستورم

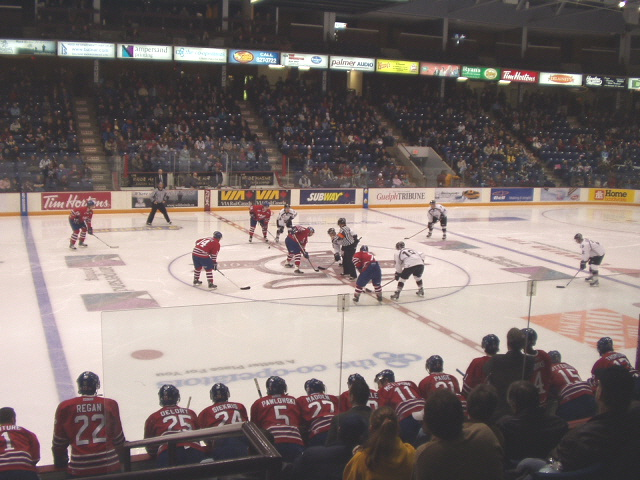
مواجهة بين فريقي جيلف ستورم على أرضهما. ١٥ فبراير ٢٠٠٦

فريق غوالف ستورم هو فريق هوكي جليد للناشئين، مقره غوالف، أونتاريو، كندا. يلعب الفريق في دوري أونتاريو للهوكي منذ موسم 1991-1992. يلعب الفريق مبارياته على أرضه في مركز سلي مان.